# Mercedes Marrero
Mercedes Marrero Valero (Santa Cruz de Tenerife, 19 de enero de 1961) es una baloncestista y la primera mujer española que obtuvo el título de Capitán de Marina Mercante.

## Biografía

### Trayectoria profesional
Mercedes Marrero nació en Santa Cruz de Tenerife en 1961. Conocida como "Merce o Mercedes", Terminó COU en 1978. Sacó la licenciatura como Piloto de la Marina Mercante en la Universidad de La Laguna en 1986, y después se matriculó en la Escuela de Náutica de la Universidad de La Laguna. donde en 1992 obtuvo el Título de Capitán de Marina Mercante. Fue la primera mujer española en hacerlo. Trabajó varios años en Trasmediterránea (buques de carga y de pasaje, y ya como Piloto en Naviera Petrogásy en los Jetfoils Princesa Dácil y Princesa Teguise, y los Hidrofoils Barracula y Pez Volador de Trasmediterráhea. Además ehn el SES Bahía Expressy en los ferris Bajamar, Benchijigua y Betancuria de Fred Olsen. En 2000 aprobó las oposiciones de Salvamento Marítimo y desde entonces es controladora de emergencias en Salvamento Marítimo.

### Trayectoria deportiva
Marrero jugó en la selección española juvenil, además de en  torneos amistosos y de preparación de campeonatos (preeuropeo junior), participó en el Europeo Juvenil de 1978, y también en una Universiada en Bucarest. En los años 80 en el Colegio de La Asunción formó parte del equipo Tenerife Krystal. 
En 1985 y 1986 fue integrante de una tripulación femenina que dio la vuelta a España a vela, entre otras personas con Teresa Zabel. Participó en la "regata Vuelta a España" 1986 y 1987, en el velero Hola, de tripulación totalmente femenina, y en algunas regatas por Canarias.
Practica tenis, formando parte del equipo de Veteranas del Real Casino de Tenerife, del que fue directiva.

### Trayectoria profesional
En 1992 fue una de las pioneras en graduarse como capitán de la Marina Mercante, tras Mª Ángeles Rodríguez Bernabeu.Trabajó como oficial en el buque Nivaria de la Naviera Petrogás.

## Clubes
Inició su trayectoria deportiva en el Colegio La Asunción, y a los 15 años, debutó en Primera División, siendo Juvenil, en el equipo Tenerife Krystal, en su primera  temporada 1976/1977, en la Primera División Nacional Femenina, entrenada por Antonia Gimeno, según el acta de constitución del equipo.
El equipo pasó a llamarse Tenerife Coronas Light en la temporada 1982/1983. Estuvo entrenado por Felipe Antón y posteriormente por José Carlos Hernández. Ahí fueron subcampeonas de la Copa de la Reina.  El equipo se llamó solo Coronas algún tiempo. En la temporada 1985/1986 se llamó CEPSA con Paco Santamaría de entrenador.

## Palmarés

### Campeonatos nacionales
| Título                        | Club                                                    | País   | Año  |
| ----------------------------- | ------------------------------------------------------- | ------ | ---- |
| Campeonato Cadete de Canarias | Colegio La Asunción (Asunción Fanta y Krystal Asunción) | España | 1975 |

## Premios y reconocimientos
- Aparece en el libro publicado por el Cabildo y el Gobierno Canario, de los 75 años de historia del basket tinerfeño, publicado en noviembre de 2016. Ella y muchas compañeras de los equipos en los que militó estuvieron presentes en el acto de presentación del libro.[12]
- En 2015, en el Torneo Salvador Lecuona, hicieron homenaje al histórico equipo Tenerife Krystal, por su cercano 40 Aniversario.[13]